# Ивано-Франковская областная государственная администрация
Ивано-Франковская областная государственная администрация — местная государственная администрация Ивано-Франковской области.
В связи с широкомасштабным вторжением России 24 февраля 2022 года приобрела статус военной администрации.
Находится по адресу: г. Ивано-Франковск, ул. Грушевского, 21

## История

### Председатели
- Волковецкий Степан Васильевич (10 июля 1995[3] — 26 февраля 1997[4])
- Вышиванюк Михаил Васильевич (26 февраля 1997[5] — 19 января 2005[6])
- Ткач Роман Владимирович (4 февраля 2005[7] — 22 октября 2007[8])
- Палийчук Николай Васильевич (и.о. 22 октября — 31 октября 2007[9]; 31 октября 2007[10] — 26 марта 2010[11])
- Вышиванюк Михаил Васильевич (26 марта 2010[12] — 8 ноября 2013[13])
- Чуднов Василий Михайлович (8 ноября 2013[14] — 2 марта 2014[15])
- Троценко Андрей Владимирович (2 марта[16] — 9 сентября 2014[17])
- Гончарук Олег Романович (9 сентября 2014[18] — 11 июня 2019[19])
- Савка Мария Владимировна (и.о. 11 июня[20] — 1 августа 2019[21])
- Шмыгаль Денис Анатольевич (1 августа 2019[22] — 5 февраля 2020[23])
- Федорив Виталий Васильевич (и.о. 10 февраля[24] — 24 апреля 2020[25]; 24 апреля[26] — 5 ноября 2020[27])
- Савка Мария Владимировна (9 ноября[28] — 24 декабря 2020[29])
- Бойчук Андрей Михайлович (24 декабря 2020[30] — 8 июля 2021[31])
- Онищук Светлана Васильевна (с 8 июля 2021[32])

## Структура
- Аппарат облгосадминистрации[33]
- Главное управление экономики
- Главное финансовое управление
- Главное управление промышленности и развития инфраструктуры
- Главное управление по вопросам туризма, евроинтеграции, внешних связей и инвестиций
- Главное управление по делам семьи, молодежи и спорта
- Департамент социальной политики, ул. Леся Курбаса,2
- Управление культуры
- Главное управление агропромышленного развития
- Главное управление регионального развития и строительства
- Управление жилищно-коммунального хозяйства, ул. С.Бандеры,77
- Управление градостроительства и архитектуры, ул. Шашкевича,2
- Главное управление образования и науки
- Главное управление здравоохранения
- Управление по вопросам чрезвычайных ситуаций и по защите населения от последствий Чернобыльской катастрофы, ул. Днестровская,30
- Управление по делам прессы и информации
- Управление ресурсного обеспечения и хозяйственного обслуживания
- Служба по делам детей облгосадминистрации
- Инспекция государственного технического надзора, ул. Василиянок,62а
- Инспекция качества и формирования ресурсов сельскохозяйственной продукции, ул. Гаркуши,2
- Государственный архив области, ул. Сагайдачного,42а
- Ивано-Франковский областной центр переподготовки и повышения квалификации работников органов государственной власти, органов местного самоуправления, государственных предприятий, учреждений и организаций, ул. Независимости,46

## Руководство
- Председатель — Онищук Светлана Васильевна
- Заместители председателя — Ильчишин Виталий Васильевич, Сирко Людмила Ивановна, Созоник Вадим Васильевич
- Заместитель председателя по вопросам цифрового развития, цифровых трансформаций и цифровизации (CDTO) — Футерко Богдан Любомирович
- Руководитель аппарата — Демьянчук Ярослав Богданович